# Nick Jett
Nick Jett (ur. ok. 1983) – amerykański perkusista, producent muzyczny.

## Życiorys
Urodził się około 1983 w Kalifornii i tam dorastał. Został perkusistą w trzecim pokoleniu swojej rodziny, pierwotnie wywodzącej się Memphis. Perkusistą był też jego ojciec (w latach 80. udzielający się w scenie punk new wave w Los Angeles i Hollywood), a muzykami członkowie rodziny matki. Grę na perkusji zaczął w wieku 12 lat. Poza tym gra też na gitarze, basie i śpiewa.
Przez lata związany ze sceną muzyki hardcore. Jako nastolatek grał w klubach w Los Angeles i nagrywał muzykę zespołow z tego rejonu. Mając 19 lat w kwietniu 2002 założył grupę Terror (wraz z nim wokalista Scott Vogel i gitarzysta Todd Jones).
Gra na zestawie perkusyjnym firmy Spaun. Stworzył też własny jednoosobowy projekt muzyczny pod nazwą Wings, Beer & Sports oraz supergrupę Dem Nice grającą połączenie hip-hopu, rocka i popu. Podjął też współpracę z grupami Take Offence. Zajmuje się także nagrywaniem, inżynierią dźwięku, produkcją muzyczną i miksowaniem muzyki innych grup, m.in. Strife, Crowned Kings.  W tym zakresie wielokrotnie pracował w duecie z Mattem Hyde’em. Jest właścicielem i kierownikiem studia nagrać Blood Tracks w Granada Hills. Prywatnie uprawia bieganie od około 2010.

## Dyskografia
Carry On
- A Life Less Plagued (2001), perkusja

Piece By Piece
- Written In Blood (2002), wykonanie, inżynieria, miksowanie
- Piece By Piece (2010), wykonanie, nagrywanie, mastering

Terror (wybór)
- Lowest of the Low (2003)
- One with the Underdogs (2004)
- Always the Hard Way (2006)
- Rhythm Amongst the Chaos (2007)
- The Damned, the Shamed (2008)
- Keepers of the Faith (2010)
- Live by the Code (2013)
- The 25th Hour (2015)
- Total Retaliation (2018)
- Pain into Power (2022)

Wings, Beer & Sports
- Let's Trash California (2009)

Donnybrook
- The Beast Inside (2009), perkusja, miksowanie, inżynieria

Serpents Of Shiva (S.O.S.)
- I Owe You Nothing (2011), perkusja

Dem Nice
- You Light Up The Sky (2014), śpiew, kompozycje
- My Love Is Your Love (2014), śpiew, kompozycje
- Summer Rain (2015), śpiew, kompozycje

Berthold City
- Moment Of Truth Demo (2017), śpiew (chórki)
- Moment Of Truth EP (2018), śpiew (chórki)
- What Time Takeso (2019), perkusja

Inny udział
- Impact – Demo 2002 (2002), produkcja
- Annihilation Time – Annihilation Time (2002), nagrywanie
- Heartriot – .Hands.Blood.Freedom. (2002), inżynieria, miksowanie
- Cold Shoulder – Business As Usual (2003), nagrywanie, miksowanie
- Vendetta – See Right Through (2003), śpiew (chórki)
- Stand And Fight – Stand And Fight (2003), produkcja utworów 7-12
- The Miracle Mile – Where The Heart Is (2003), nagrywanie, miksowanie
- Internal Affairs – Casualty Of The Core (2003), nagrywanie, inżynieria, miksowanie, produkcja
- Knife Fight – Burning Bridges E.P. (2004), nagrywanie
- Infernal Affairs – This Is For You... (2004), śpiew w tle w utworach „Nothing” i „Mistakes”, inżynieria dźwięku, miksowanie, produkcja
- Internal Affairs / Last Nerve – Split (2004), śpiew (chórki)
- Piece By Piece – We've Lost It All (2004), śpiew, inżynieria, miksowanie
- Against – Loyalty and Betrayal (2007), w utworze ,„One Step Ahead”
- Broken Needle – Broken Needle (2007), nagrywanie
- Inert – Inert (2008), nagrywanie
- Lone Wolf – Hallucinogenic Fate (2008), miksowanie
- Sixlip – Know Who You Are (2009), nagrywanie, produkcja, miksowanie
- Take Offense – Tables Will Turn (2011), śpiew (chórki) w utworze "No Tomorrow"
- Backtrack – Darker Half (2011), inżynieria, mastering, produkcja
- Rotting Out – Street Prowl (2011), produkcja
- Minority Unit – Minority Unit (2011), produkcja
- New Found Glory – Radiosurgery (2011), nagrywanie
- Strife – Witness A Rebirth (2012), dodatkowa perkusja w utworze „Life Or Death”
- Out Crowd – Just Us (2012), miksowanie, mastering
- Lionheart – Undisputed (2012), inżynieria, miksowanie, produkcja
- Down To Nothing – Greetings From Richmond, Virginia (2013), śpiew (chórki)
- Take Offense – United States Of Mind (2013), inżynieria, miksowanie, produkcja
- Clearview – Seeds Of Rage (2013), nagrywanie, inżynieria, miksowanie, produkcja
- Rotting Out – The Wrong Way (2013), śpiew (chórki) w utworze "No Clue", nagrywanie, inżynieria, miksowanie, produkcja
- Stigmata – There Is No Mercy Here (2013), mastering
- Relentless – Turn The Curse (2013), mastering, inżynieria, miksowanie, produkcja
- Against – Bring The End (2013), miksowanie
- Focused Minds – The Fact Remains (2013), miksowanie
- Down To Nothing – Life On The James (2013), nagrywanie, inżynieria, miksowanie
- Conflicto Urbano – Miserables (2014), miksowanie, mastering
- Backtrack – Lost In Life (2014), śpiew w utworze "Wash Away", inżynieria, miksowanie, produkcja
- Bent Life – Never Asked For Heaven (2016), produkcja, inżynieria, miksowanie
- Broken Teeth HC – At Peace Amongst Chaos (2016), produkcja, inżynieria, miksowanie
- Blaak Heat – Shifting Mirrors (2016), inżynieria
- Pulley – No Change In The Weather (2016), nagrywanie
- Dead Heat – Dead Heat (2016), nagrywanie, mastering, miksowanie
- World Be Free – The Anti-Circle (2016), nagrywanie, inżynieria, miksowanie
- Cold Shoulder – T.O.H.C. (2016), produkcja, inżynieria, nagrywanie, miksowanie, mastering
- Cold Shoulder – Self War (2017), produkcja, inżynieria, nagrywanie, miksowanie, mastering
- Backtrack – Bad To My World (2017), produkcja
- Risk It! – Cross To Bear (2017), śpiew w utworze "Crumble Inside"
- Beyond The Styx – Stiigma (2018), miksowanie, mastering
- Bracewar – Colossal (2018), mastering
- Risk It! – Era Of Decay (2019), miksowanie
- Rotting Out – Ronin (2020), inżynieria, produkcja
- World Be Free – One Time For Unity (2020), nagrywanie
- God’s Hate – God’s Hate (2021), śpiew (chórki) w utworze "The Valley Beyond (818)"
- Earth to Heaven – Earth to Heaven (?), mastering
- Downset – Maintain (2022), produkcja muzyczna (prócz niego Carl Schwartz)